# Тар'єй Сандвік Му
Тар'єй Сандвік Му (норв. Tarjei Sandvik Moe; нар. 24 травня 1999, Осло) — норвезький актор, який широко відомий своєю роллю в драматичному підлітковому серіалі норвезького виробництва «Сором», який транслювався на телеканалі NRK з жовтня 2015 по червень 2017 року. Серіал включає чотири сезони, і персонаж Му — Ісак Вальтерсен, був головною особою третього сезону. Його персонаж з'являється і в інших сезонах.